# Jim Folsom jr.
James Elisha Folsom junior (ur. 14 maja 1949) – amerykański polityk, działacz Partii Demokratycznej.
Urodził się w Montgomery w stanie Alabama. Jego ojcem był Jim Folsom sr., dwukrotny gubernator tego stanu w latach 1947–1951 i 1955–1959.
W 1980 kandydował na senatora federalnego, ale został pokonany. W 1986, mimo że gubernatorem Alabamy został republikanin Guy Hunt, wybrano go na urząd wicegubernatora. W przeciwieństwie do wyborów prezydenckich, gdzie elektorzy głosują jednocześnie na kandydata na prezydenta i wiceprezydenta, w niektórych stanach może dojść do wypadku, że gubernator i jego zastępca wywodzą się z dwóch różnych ugrupowań.
W roku 1993 gubernator Hunt został zmuszony do opuszczenia najwyższego stanowiska w stanie, kiedy ujawniono skandale, w które był zamieszany. Urząd objął Folsom, piastując go do stycznia roku 1995, kiedy przegrał walkę o własną pełną kadencję z Fobem Jamesem.
Aczkolwiek jego kadencja była stosunkowo krótka, bo trwała niespełna dwa lata, Folsom mógł zanotować na swoim koncie kilka osiągnięć:
- Stworzono ponad 150 000 nowych miejsc pracy z pomocą władz stanowych
- Rozbudowano znacząco przemysł
- Mianował rekordową liczbę kobiet i afroamerykanów na stanowiskach stanowych

Prócz tego zarządził przeniesienie flagi dawnej konfederacji ze stanowego kapitolu do miejsca pamięci. Także za jego kadencji nie wykonano żadnego wyroku śmierci.
Były gubernator powrócił do czynnej polityki, zdobywając ponownie urząd wicegubernatora w wyborach w listopadzie 2006.
Z żoną Marshą Guthrie Folsom ma dwoje dzieci: córkę Meghan i syna Jamesa.